# 保城县 (唐朝)
保城县，中国古县名。
唐朝至德二载（757年），改安城县置，治所在今广西壮族自治区宾阳县东安城镇。先后属宾州、安城郡、领方郡、宾州。北宋开宝六年（973年）废。 